# Костино (Орехово-Зуевский район)
Костино — деревня в Орехово-Зуевском районе Московской области России. Входит в состав сельского поселения Давыдовское (до середины 2000-х — Давыдовский сельский округ). Население — 138 чел. (2010).

## История

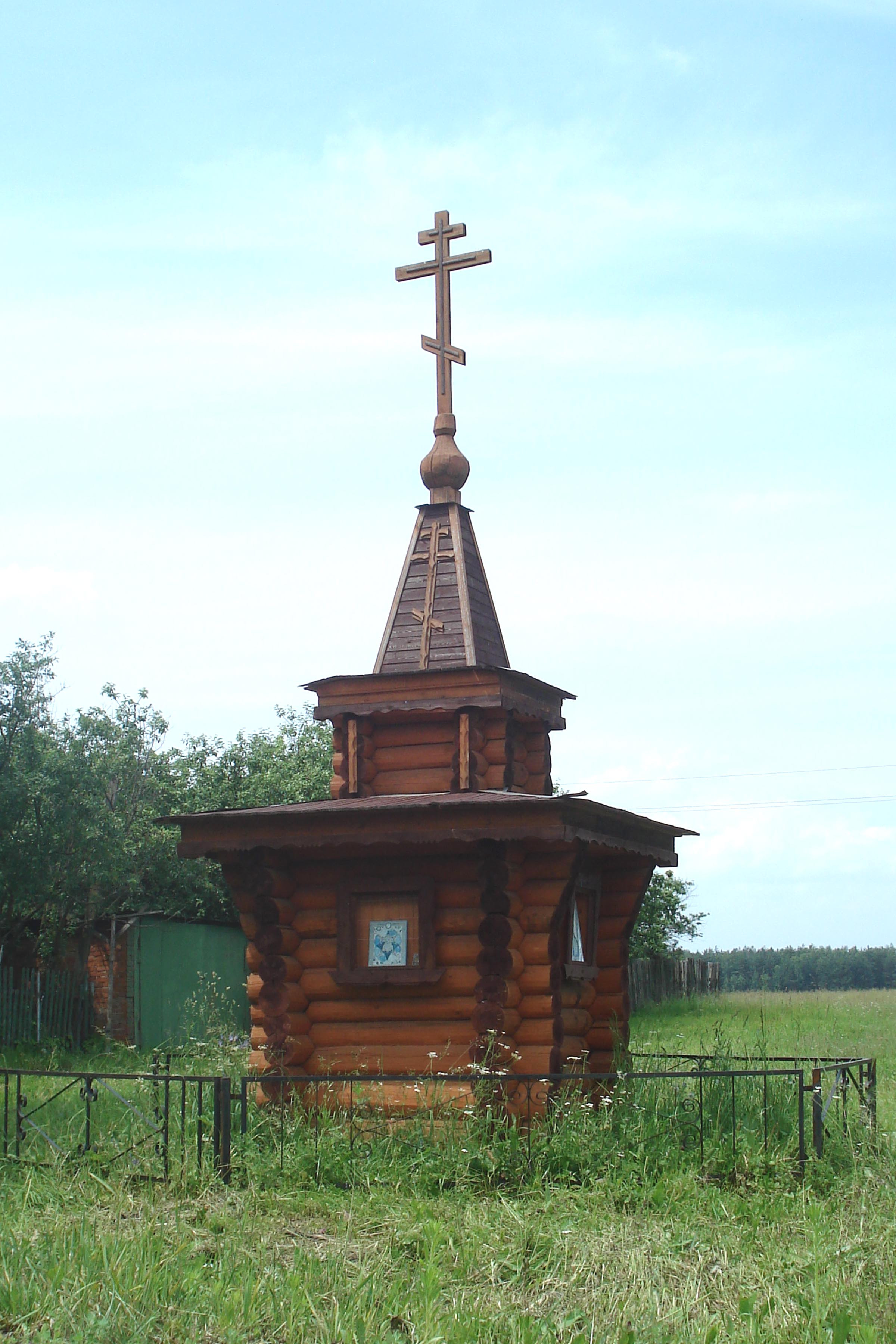
Старообрядческая часовня в Костино

Деревня расположена в исторической местности Заход (часть Гуслиц). В XIX веке это была часть Запонорской волости Богородского уезда Московской губернии. В XIX веке подавляющее большинство жителей деревни были старообрядцами. По данным 1862 года, в деревне была старообрядческая часовня
До революции среди гусляков (жителей Гуслиц) было довольно много разбойников и конокрадов. Значительное число конокрадов было родом из Елизарово и Костино. Похищенных лошадей, как правило, продавали в соседнем Егорьевске, который тогда входил в состав Рязанской губернии, и следовательно не был в компетенции полиции Московской губернии.

## Название
Несмотря на то, что деревня была известна ещё до раскола, существует легенда о её основании бежавшим от преследований за старую веру неким Костей Романовым «царского роду».

## Население
В 1852 году в деревне насчитывалось 83 двора и 843 жителя (408 мужчин и 435 женщин). К 1862 году население увеличилось незначительно — 89 дворов и 965 жителей (482 мужчины и 483 женщины). В 1925 году в деревне было 125 дворов и 618 жителей.
По данным 1997 года, население деревни Костино составляло 185 человек. Согласно Всероссийской переписи, в 2002 году в деревне проживало 130 человек (50 мужчин и 80 женщин). По данным на 2005 год в деревне проживало 139 человек.
| 1926 | 2002 | 2006 | 2010 |
| ---- | ---- | ---- | ---- |
| 567  | ↘130 | ↗139 | ↘138 |

## Расположение
Деревня Костино расположена примерно в 26 км к югу от центра города Орехово-Зуево и в 5 км западнее города Куровское. У южной окраины деревни находится платформа Подосинки Казанского направления МЖД.